# 马特廖诺-格佐沃农村居民点
马特廖诺-格佐沃农村居民点（俄语：Матреногезовское сельское поселение）是俄罗斯联邦别尔哥罗德州阿列克谢耶夫卡区所属的一个农村居民点。其下辖有10个居民点，行政中心为马特廖诺-格佐沃。据2016年统计，该农村居民点的人口为1481人。